# Catalogo Deutsch
Il Catalogo Deutsch, noto per esteso anche come Schubert: catalogo tematico di tutte le opere in ordine cronologico, è un elenco numerato di tutte le composizioni di Franz Schubert compilato da Otto Erich Deutsch. Dalla sua prima pubblicazione nel 1951, i numeri Deutsch (abbreviati in D o D.) vengono utilizzati per l'identificazione univoca delle composizioni di Schubert.

## Edizione 1951
Il catalogo Deutsch fu pubblicato per la prima volta a Londra nel 1951, col titolo Schubert: Thematic Catalogue of all his Works in Chronological Order, compiled by O. E. Deutsch, in collaboration with Donald R. Wakeling.

## Edizione 1978: NSE VIII/4
Nel 1978, come parte VIII Supplemento / Volume 4 della New Schubert Edition (NSE), una versione aggiornata del catalogo è stata pubblicata in tedesco.
Alcune composizioni non datate nella prima edizione hanno ricevuto un nuovo numero (di solito seguito da una lettera), ad es. D 993 è stata rinumerata in D 2E.

## Versioni successive
L'edizione originale del 1951 (in inglese) fu ristampata più volte, ad esempio negli Stati Uniti da W. W. Norton. La versione del 1978, pubblicata da Bärenreiter, aveva un duplice obiettivo: non era solo un elenco delle opere di Schubert in quanto tale, era anche il compendio di tutte le partiture pubblicate da quell'editore nella New Schubert Edition.

### Nuove versioni in inglese
Nel 1995 la Dover Publications ripubblicò l'edizione del 1951, con aggiornamenti derivati dalla borsa di studio che era stata pubblicata dal 1951.

### Nuove versioni in tedesco
Dal 1983 sono comparse versioni compatte del catalogo, a cura di Werner Aderhold e altri.
Le modifiche alla numerazione delle opere di Schubert furono minori in queste edizioni successive.